# Sepia kobiensis
Sepia kobiensis е вид главоного от семейство Sepiidae.

## Разпространение и местообитание
Видът е разпространен в Бангладеш, Бруней, Виетнам, Индия (Андамански острови, Андхра Прадеш, Гоа, Гуджарат, Дадра и Нагар Хавели, Даман и Диу, Западна Бенгалия, Карнатака, Керала, Махаращра, Никобарски острови, Ориса и Тамил Наду), Индонезия (Калимантан и Суматра), Ирак, Иран, Камбоджа, Китай (Гуандун, Гуанси, Джъдзян, Дзянсу, Ляонин, Тиендзин, Фудзиен, Хайнан, Хъбей, Шандун и Шанхай), Кувейт, Малайзия (Западна Малайзия), Малдиви, Мианмар, Обединени арабски емирства, Оман, Пакистан, Провинции в КНР, Саудитска Арабия, Северна Корея, Сингапур, Тайван, Тайланд, Филипини, Шри Ланка, Южна Корея и Япония (Кюшу, Рюкю, Хокайдо, Хоншу и Шикоку).
Обитава морета и заливи. Среща се на дълбочина от 71 до 152 m, при температура на водата от 14,8 до 19,1 °C и соленост 34,5 – 34,7 ‰.